# Ernesto Giacobbi
Ernesto Giacobbi (Piacenza, 11 luglio 1891 – Piacenza, 11 settembre 1964) è stato un pittore italiano figurativo e paesaggista che ispirandosi ai macchiaioli e in particolare al suo maestro Stefano Bruzzi ne continuò la tradizione artistica fin oltre la metà del Novecento.

## Biografia

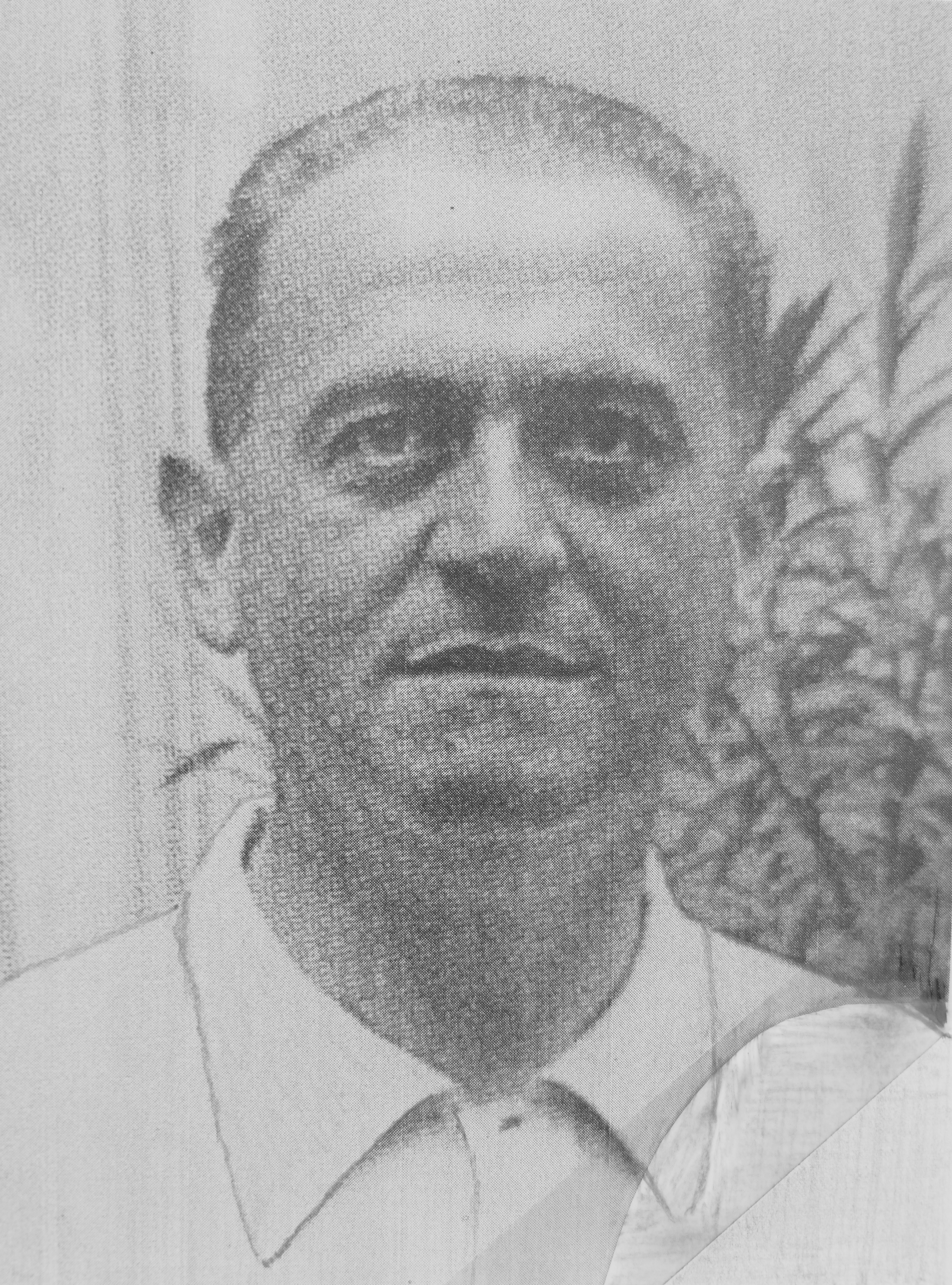
Foto giovanile.

Ernesto Giacobbi nacque a Mortizza, un sobborgo di Piacenza, l'11 luglio 1891 da Angelo e Celestina Cattadori, entrambi contadini, che ivi si erano trasferiti da San Pietro in Cerro, un piccolo paese della "bassa" a circa 20 chilometri a est del capoluogo, non lontano dalle rive del Po.
Ebbe due fratelli e due sorelle. Lui, essendo portato per il disegno, dopo gli studi elementari al paese si iscrisse all'Istituto d'Arte Gazzola di Piacenza che frequentò fino al 1911, quando partì per la guerra di Libia: così almeno risulta dalle testimonianze dei contemporanei, giacché del suo fascicolo scolastico non v'è traccia, verosimilmente andato perduto. Qui al Gazzola ebbe per maestro Stefano Bruzzi, ormai anziano, che benché burbero e severo lo considerò un suo allievo prediletto, e per lui il mite, beneducato Ernesto Giacobbi sviluppò una sorta di venerazione che mantenne per tutta la vita. Per oltre un anno fu allievo anche di Francesco Ghittoni, che succedette a Bruzzi nella cattedra al Gazzola, e la sua influenza si manifesterà specialmente nei dipinti di carattere sacro.
Terminata la guerra di Libia dovette poi partire per la prima Guerra Mondiale, fino al 1918. Tornato incolume anche da questa, nel 1921 prese in moglie Teresa Aquila, di Groppallo, un paese dell'Appennino piacentino in alta val Nure, la quale l'aveva aspettato per tutte e due le guerre, e con lei si stabilì a Piacenza in due stanzette al primo piano in via San Bartolomeo. Cominciò così per lui un periodo di "bohème" e qui dipinse i suoi primi quadri. Per la verità il suocero, che aveva l'appalto per la manutenzione delle strade, gli diede l'incarico, remunerato, di sovrintendere al lavoro degli stradini ma durò poco perché fare il sorvegliante lo imbarazzava e così continuò la "bohème". Però anche in questo periodo di ristrettezze economiche continuò a mantenere il tratto caratteristico suo e dei suoi familiari: comunicativi, ottimisti, allegri, spiritosi ma senza eccessi. Col fratello Enrico, quando erano ancora scapoli e accuditi dalla sorella Giuseppina, spesso suonavano (Ernesto, con buon talento, la chitarra, l'altro il contrabbasso) e cantavano tenendo allegra la compagnia.
È solo nel 1921,  Giacobbi aveva già trent'anni, che la stampa locale parla finalmente di lui, apprezzandolo, a proposito della II Mostra degli Amici dell'Arte e anche l'anno seguente, alla III edizione, gli elogi aumentano e con essi il favore del pubblico e gli acquisti e il periodo delle limitazioni economiche comincia ad allontanarsi definitivamente. Il pittore può affittare un proprio studio dapprima in via Felice Frasi, poi quello che manterrà per tutta la vita, un locale al pianterreno di palazzo Scotti, una dimora patrizia di via San Siro con un bel cortile - giardino e un importante portale d'accesso che si affaccia sullo Stradone Farnese di fronte alla monumentale chiesa di Sant'Agostino, luogo che diventerà spesso, nelle varie stagioni, soggetto o sfondo dei suoi dipinti.
Ernesto Giacobbi si allontanava dalla città solo per le vacanze estive che trascorreva nei primi tempi a Groppallo, il paese natale della moglie, poi dopo la scomparsa di questa, a Selva di Ferriere, sempre in alta Val Nure. Fece un'unica eccezione, per l'insistenza di un amico committente, un breve soggiorno al Sud che produsse una serie di pregevoli marine, tutte di formato orizzontale, poi proposte in una delle sue rare mostre personali, alla "Galleria Rancati" nel 1951. Nemmeno frequentò l'ambiente artistico della pur vicina Milano, assai meno provinciale.
Fu appunto mentre lavorava in questo studio che fu colto da un ictus all'età di 73 anni e ne morì dopo alcuni giorni di ricovero in ospedale l'11 settembre 1964.

## Le opere

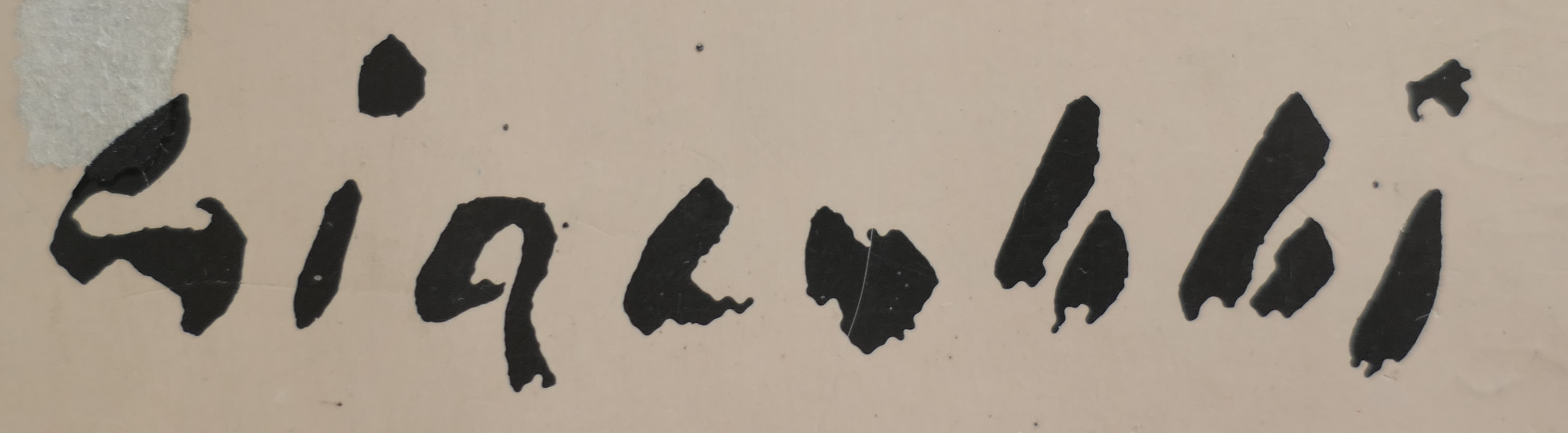
Firma.

Ernesto Giacobbi ebbe una produzione pittorica molto cospicua, non trascurandone nessuno dei campi tradizionali e dando in ognuno di essi opere di sicuro pregio: cresciuto ad una severa scuola, quella di Bruzzi, che poneva alla base di di ogni sviluppo artistico personale la capacità di di riprodurre graficamente il reale, egli seppe mettere a frutto il suo naturale talento per l'espressione grafica. Così realizzò ritratti raffinati e curati ma soprattutto con quell'effetto "dinamico" che riesce a esprimere l'anima e la personalità del soggetto, lo rende "parlante". Fu abilissimo nel raffigurare le modelle (al cui fascino spesso non fu insensibile), un campionario vastissimo per pose e atteggiamenti, più o meno vestite ma sempre raffigurate con garbo e grazia femminile, riuscendo a coglierne quell'eterna dolcezza che è tipica delle donne. Dipinse ariosi e limpidi paesaggi del Po e dell'Appennino piacentino con pecore al pascolo e pastori e pastorelle che rimandano (talora con fin troppa fedeltà) a Bruzzi, a volte uguagliandolo per abilità tecnica e anzi risultando di lui più "moderno" in quanto si allontana dalla pittura ottocentesca del Maestro, nitida, precisa, lenta nel soffermarsi su ogni particolare, per assumere invece una pennellata più veloce, dinamica, più attenta alla realtà intrinseca e non alla sola apparenza. E poi i fiori,tantissimi, spesso solo commerciali, ma tuttavia inconfondibili. E le numerosissime rappresentazioni di "Ciotti", con le quali fece assurgere a icona di una dignitosa povertà la figura di un clochard piacentino. Infine, i soggetti sacri nello stile spirituale e dolente del Ghittoni più tardo.
Fatto abbastanza inconsueto, Ernesto Giacobbi non ebbe inimicizie o rivalità con gli artisti concittadini suoi contemporanei. Egli non aveva nemici, non ne voleva, riuscì a non essere invidiato: vive e lascia vivere, appagato dalla sua clientela, vasta, che gli permette, nonostante la sua nota condiscendenza anche nel concordare i prezzi, di avere un dignitoso tenore di vita.
Fu altrettanto condiscendente (secondo alcuni critici, anche troppo) verso le richieste dei clienti, per cui i suoi lavori raggiunsero si ottimi livelli ma restando troppo nel gusto spesso superficiale della borghesia committente che nel salotto di casa voleva appendere immagini di una realtà edulcorata, che distogliesse l'animo dalle cure del vivere quotidiano, che infondessero ottimismo nella vita perché malgrado tutto esiste a nostra consolazione il bene e il bello: e sono là nella natura. E il pittore, che in fondo concordava con questa visione dell'esistenza, questo dipingeva per loro.
Di carattere schivo ed abitudinario, Ernesto Giacobbi non nutrì ambizioni di successo e lavorò sempre in completa indipendenza anche nel periodo del regime fascista, cosa che non gli attirò certo il favore di chi a quei tempi avrebbe potuto agevolarlo. Partecipò regolarmente alle Mostre nella sua città e vi allestì anche alcune Personali, ma non concorse alle manifestazioni nazionali. Tuttavia, arrivato a quasi cinquant'anni, nel 1938 c'è un cambiamento e lui, che non aveva quasi mai apposto la data alle sue opere, dipinge una tela di 1 x 1,5 metri Pascolo sull'Appennino, di ispirazione bruzziana, dove raffigura sulla sinistra un pastore appoggiato a un tronco con alcune pecore e a destra in secondo piano una pastorella seduta sull'erba intenta a cucire, e vi fa seguire alla firma "XVI" (ossia 1938); poi l'anno successivo 1939 dipinge una grande tela, 2,70 x 3,30 metri, La forza del lavoro (o Redimere la terra) che viene così descritto su La Scure del 9 giugno 1940: "Sotto un cielo azzurro... uno scorcio di energica vitalità... robusti montanari attendono alla faticosa opera per guadagnare all'agricoltura il terreno incolto... lo sgombero delle pietre precede il dissodamento dell'aratro trainato dai buoi... pungolati da una giovane fresca ed energica contadina". È dunque un documento, un racconto di vita, più che una retorica di regime. L'opera è presentata nel 1940 alla seconda edizione del prestigioso Premio Cremona, e poi tra le cinquanta migliori va alla collegata Mostra di Hannover, ambedue con tema "La battaglia del grano". Il quadro non vince, ma è fortunato perché, rifiutata (forse) la proposta d'acquisto del gerarca Farinacci, supera indenne le vicende belliche per essere appeso nel dopoguerra, in una più grande versione di quasi cinque metri di base, in un salone del palazzo delle Cooperative in via Scalabrini; dimenticato, è stato riscoperto nel 2021 e fatto oggetto di una Mostra presso gli Amici dell'Arte. L'anno seguente 1941 Ernesto Giacobbi partecipa ancora alla successiva III edizione, questa dedicata a "La Gioventù Italiana del Littorio" con un'opera dal titolo omonimo e che riprende pressoché fedelmente una foto dello Studio di Gianni Croce, con cinque Balilla in parata coi fucili di legno, anche questa volta senza vincere. Un avvicinamento tardivo allo stile fascista? La IV edizione, nel 1942, non si terrà mai.
Nel febbraio del 1945, a Piacenza nei locali della Galleria Ricci Oddi vuoti delle opere che erano state sfollate in provincia per sottrarle ai rischi della guerra, si tiene una Mostra dedicata agli artisti locali ed il MinCulPop acquista per la collezione della Galleria l'opera di Ernesto Giacobbi La Modella che riprende (ma con atteggiamento meno malizioso) il tema di Primo strappo di Alfredo Protti del 1924. Poi alcuni anni dopo nel 1948 la Galleria stessa acquista direttamente dal pittore Incontro di Gesù con le pie donne.

## Lo stile
La pittura di Ernesto Giacobbi è una pittura facile, che non sottintende angosciosi dilemmi: è discorsiva, narrativa, talora quando vien meno l'ispirazione rimedia rifacendosi senza troppi problemi ai suoi Maestri, Stefano Bruzzi in primis; ma è pulita, e sorretta da una grande abilità tecnica. Certo, non lo si può annoverare tra i pittori italiani d'élite della sua epoca: gli mancarono l'incentivo culturale e la costanza nell'apprendimento, troppo presto gli venne meno il desiderio del nuovo, l'ambizione del successo, la tensione verso più alti traguardi artistici; preferì vivere appartato, rifiutando inviti prestigiosi ma che lo avrebbero portato lontano dalla sua città, e restare nella penombra del suo studio invece che alla luce del proscenio pubblico.
Però chi come lui sapeva dipingere con tanta maestria avrebbe dovuto sentire come un dovere morale il non lasciarsi risucchiare dai troppo facili ritorni economici; ma oltre al suo carattere, anche le sue vicende familiari ed esistenziali possono aver contribuito a fare di lui un un uomo e un artista "disimpegnato". Nella sua pittura egli non fu certamente un precursore, ma nemmeno un esteta decadente, bensì un artista fortemente legato alla sua terra d'origine e alla sua formazione artistica, poco o nulla disposto a modificare il proprio cliché iniziale. È comunque concorde l'ammirazione di fondo per la sua tecnica, il tratto pittorico, la sensibilità che si manifestano soprattutto nei paesaggi e nelle opere dal vero.
Così Ernesto Giacobbi continuò tranquillo e metodico per la sua strada, il vero, Bruzzi, Ghittoni, una pittura serena e rasserenante, restando del tutto incurante di ogni innovazione artistica, fino alla fine della sua vita.